# Paris-Nice 1995
Paris-Nice 1995 est la 53e édition de Paris-Nice. La course cycliste s'est déroulée du 5 au 12 mars 1995. La victoire est revenue au Français Laurent Jalabert. Cette victoire est la première d'une longue série en cette saison 1995 exceptionnelle pour le Mazamétain. Il devance Vladislav Bobrik (Gewiss-Ballan) et Alex Zülle (Once).
Marc Madiot rejoint la direction de la course.

## Participants
Sur cette édition de Paris-Nice, 144 coureurs participent divisés en 17 équipes : Once, Gewis-Ballan, Mapei-GB, Banesto, Mercatone Uno-saeco, Lotto-Isoglass, Novell, Gan, Telekom, Castorama, MG Maglificio-Technogym, Festina-Lotus, Chazal-König, Le Groupement, Aubervilliers'93, Polti-Granarolo-Santini et Motorola. L’épreuve est terminée par 99 coureurs.

## Étapes
| Étape      | Date    | Villes étapes                    | type                        | Distance (km) | Vainqueur d'étape     | Leader du classement général |
| ---------- | ------- | -------------------------------- | --------------------------- | ------------- | --------------------- | ---------------------------- |
| 1re étape  | 5 mars  | Fontenay-sous-Bois – Orléans     |                             | 161,3         | Wilfried Nelissen     | Wilfried Nelissen            |
| 2e étape   | 6 mars  | Saint-Amand-Montrond – Roanne    |                             | 187           | Laurent Jalabert      | Laurent Jalabert             |
| 3e étape   | 7 mars  | Roanne – Clermont-Ferrand        |                             | 168           | Wilfried Nelissen     | Laurent Jalabert             |
| 4e étape   | 8 mars  | Clermont – Chalvignac            |                             | 163           | annulation de l'étape | Laurent Jalabert             |
| 5e étape   | 9 mars  | Murat – Saint-Étienne            |                             | 176           | Lance Armstrong       | Laurent Jalabert             |
| 6e étape   | 10 mars | Avignon – Marseille              |                             | 178           | Marco Saligari        | Laurent Jalabert             |
| 7e étape   | 11 mars | Brignoles – Mandelieu-la-Napoule |                             | 200           | Pascal Richard        | Laurent Jalabert             |
| 8e a étape | 12 mars | Mandelieu-la-Napoule – Nice      |                             | 91,4          | Fabio Baldato         | Laurent Jalabert             |
| 8e b étape | 12 mars | Nice – col d'Èze                 | contre-la-montre individuel | 12,5          | Vladislav Bobrik      | Laurent Jalabert             |

### 1reétape
5-03-1995. Fontenay-sous-Bois-Orléans, 161,3 km.
|   | Cycliste          | Équipe              | Temps           |
| - | ----------------- | ------------------- | --------------- |
| 1 | Wilfried Nelissen | Lotto-Isoglass      | 4 h 18 min 56 s |
| 2 | Laurent Jalabert  | Once                | m.t.            |
| 3 | Silvio Martinello | Mercatone Uno-Saeco | m.t.            |

### 2eétape
6-03-1995. Saint-Amand-Montrond-Roanne 187 km.
Jalabert s'échappe avec Bobrik à 44 km de l'arrivée. Bóbrik est victime d'une crevaison et laisse Jalabert s'imposer en solitaire avec 1 minute et 20 secondes d'avance sur le peloton.
|   | Cycliste         | Équipe         | Temps           |
| - | ---------------- | -------------- | --------------- |
| 1 | Laurent Jalabert | Once           | 4 h 35 min 42 s |
| 2 | Andreï Tchmil    | Lotto-Isoglass | + 1 min 20 s    |
| 3 | Stéphane Heulot  | Banesto        | m.t.            |

### 3eétape
7-03-1995. Roanne-Clermont-Ferrand 168 km.
|   | Cycliste            | Équipe              | Temps           |
| - | ------------------- | ------------------- | --------------- |
| 1 | Wilfried Nelissen   | Lotto-Isoglass      | 4 h 22 min 07 s |
| 2 | Gian Matteo Fagnini | Mercatone Uno-Saeco | m.t.            |
| 3 | Frédéric Moncassin  | Novell              | m.t.            |

### 4eétape
8-03-1995. Clermont-Ferrand-Chalvignac, 163 km.
L'étape est annulée en raison du mauvais temps. Durant deux heures, les coureurs roulent par un froid glacial, sur des routes très souvent verglacées. Au km 52, le peloton s'arrête, frigorifié, repart et s'arrête à nouveau un peu plus loin, pour rejoindre les voitures suiveuses. Au contrôle de ravitaillement situé au kilomètre 100, les coureurs, alors que la neige recommence à tomber, refusent de repartir. Marc Madiot décide d'annuler l'étape.

### 5eétape
9-03-1995. Murat-Saint-Étienne, 176 km.
|   | Cycliste            | Équipe        | Temps           |
| - | ------------------- | ------------- | --------------- |
| 1 | Lance Armstrong     | Motorola      | 4 h 02 min 20 s |
| 2 | Thierry Bourguignon | Le Groupement | + 8 s           |
| 3 | Eddy Bouwmans       | Novell        | + 51 s          |

### 6eétape
10-03-1995. Avignon-Marseille, 178 km.
|   | Cycliste           | Équipe                  | Temps           |
| - | ------------------ | ----------------------- | --------------- |
| 1 | Marco Saligari     | MG Maglificio-Technogym | 4 h 51 min 53 s |
| 2 | Paolo Fornaciari   | Mercatone Uno-Saeco     | m.t.            |
| 3 | Francesco Frattini | Gewis-Ballan            | + 7 s           |

### 7eétape
11-03-1995. Brignoles-Mandelieu-la-Napoule, 200 km.
|   | Cycliste         | Équipe                  | Temps           |
| - | ---------------- | ----------------------- | --------------- |
| 1 | Pascal Richard   | MG Maglificio-Technogym | 5 h 39 min 43 s |
| 2 | Laurent Jalabert | Once                    | + 34 s          |
| 3 | Abraham Olano    | Mapei-GB                | m.t.            |

### 8eétape,1ersecteur
12-03-1995. Mandelieu-la-Napoule-Nice, 91,4 km.
|   | Cycliste         | Équipe                  | Temps           |
| - | ---------------- | ----------------------- | --------------- |
| 1 | Fabio Baldato    | MG Maglificio-Technogym | 2 h 17 min 10 s |
| 2 | Andreï Tchmil    | Lotto-Isoglass          | m.t.            |
| 3 | Giovanni Fidanza | Polti-Granarolo-Santini | m.t.            |

### 8eétape,2esecteur
12-03-1995. Nice-Col d'Èze, 12,5 km (clm).
|   | Cycliste         | Équipe        | Temps       |
| - | ---------------- | ------------- | ----------- |
| 1 | Vladislav Bobrik | Gewiss-Ballan | 22 min 32 s |
| 2 | Laurent Jalabert | Once          | + 12 s      |
| 3 | Alex Zülle       | Once          | + 16 s      |

## Classement final
| #   | Cycliste           | Équipe              |    | Temps            |
| --- | ------------------ | ------------------- | -- | ---------------- |
| 1.  | Laurent Jalabert   | Once                | en | 30 h 32 min 32 s |
| 2.  | Vladislav Bobrik   | Gewiss-Ballan       | +  | 1 min 40 s       |
| 3.  | Alex Zülle         | Once                |    | 1 min 57 s       |
| 4.  | Abraham Olano      | Mapei-GB            |    | 2 min 30 s       |
| 5.  | Stéphane Heulot    | Banesto             |    | 2 min 38 s       |
| 6.  | Roberto Petito     | Mercatone Uno-Saeco |    | 3 min 03 s       |
| 7.  | Andreï Tchmil      | Lotto-Isoglass      |    | 4 min 01 s       |
| 8.  | Viatcheslav Ekimov | Novell              |    | 4 min 23 s       |
| 9.  | Yvon Ledanois      | Gan                 |    | 4 min 35 s       |
| 10. | Sergueï Outschakov | Polti               |    | 4 min 50 s       |